# Rosalinda marlina
Rosalinda marlina är en nässeldjursart som beskrevs av Watson 1978. Rosalinda marlina ingår i släktet Rosalinda och familjen Rosalindidae. Inga underarter finns listade i Catalogue of Life.